# Phyllonorycter populifoliella
Phyllonorycter populifoliella là một loài bướm đêm thuộc họ Gracillariidae. Nó được tìm thấy ở khắp châu Âu, ngoại trừ British Isles.
Con trưởng thành bay vào two generations per year, từ tháng 4 đến tháng 5 và in again từ tháng 8 đến tháng 9.
Ấu trùng ăn Populus x canadensis, Populus deltoides, Populus euramericana và Populus nigra. Chúng ăn lá nơi chúng làm tổ. They create a lower surface tentiform mine, without a fold. Pupation takes place in a round cocoon withtrong mine. The frass is deposited in a corner of the mine. The pupa of the second generation hibernates.